# بورا ویل، نیو ساوت ولز
بورا ویل (به انگلیسی: Bowraville) یک شهرک در استرالیا است که در نیو ساوت ولز واقع شده‌است.